# Stade Pierre de Coubertin (Cannes)
El Stade Pierre de Coubertin es un estadio de fútbol ubicado en la ciudad de Cannes, departamento de los Alpes Marítimos, Francia. Fue inaugurado en 1990 y su capacidad es actualmente de 9.819 personas. Es el estadio del club AS Cannes de la Ligue 1. Lleva el nombre del oficial deportivo francés Baron Pierre de Coubertin.

## Historia
Originalmente diseñado como un estadio de usos múltiples, se utilizó inicialmente para el rugby y el atletismo, a mediados de la década de 1970, el rugby abandonó definitivamente el estadio para dar paso a la Association Sportive de Cannes Football. Después de que ambos clubes celebraran un éxito creciente la convivencia se hizo más difícil, el Athlétic Club de Cannes abandonó el estadio en 1986 y se mudaron al nuevo estadio atlético Maurice-Chevalier. Después de eso, el Stade Pierre de Coubertin se convirtió en un estadio solamente para el fútbol, sin pista de atlética.
El récord de asistencia al estadio son 17.401 espectadores, que acudieron al partido entre el AS Cannes y el Olympique de Marsella el 31 de julio de 1994.
Hoy el estadio solo tiene sus dos gradas laterales. Por razones de seguridad y cumplimiento de normas, se destruyeron la popular grada norte y la grada sur, lo que redujo la capacidad oficial del estadio a 9.819 asientos.
En 2002 y 2004 se celebró en el estadio el partido por el Trophée des Champions, actual Supercopa de Francia, entre el campeón de Liga y el vencedor de la Copa de Francia, en 2002, Olympique de Lyon venció a FC Lorient 5–1 y en 2004 el mismo Olympique de Lyon superó al Paris Saint-Germain 7:6 en definición a penales, tras igualar 1–1 en tiempo reglamentario.